# Заслужений хімік Російської Федерації
 «Заслужений хімік Російської Федерації» — почесне звання, що входить в державну нагородну систему Російської Федерації.

## Підстави для присвоєння
Звання «Заслужений хімік Російської Федерації» присвоюється високопрофесійним робітникам, майстрам, інженерно-технічним та науковим працівникам хімічної промисловості за особисті заслуги:
- у виконанні з істотним випередженням графіку виробничих завдань;
- у здійсненні раціоналізаторської та інноваційної діяльності, що сприяє значному поліпшенню якості виробленої продукції та її фізико-хімічних властивостей, а також високоефективного функціонування виробництва;
- у створенні на території Російської Федерації інноваційних хімічних виробництв, що забезпечують задоволення потреб населення і організацій різних галузей промисловості високоякісної сучасної продукції і істотне заміщення її імпортних аналогів;
- у підготовці кваліфікованих кадрів для хімічної промисловості.

Почесне звання «Заслужений хімік Російської Федерації» присвоюється, як правило, не раніше ніж через 20 років з початку здійснення професійної діяльності в організаціях хімічної промисловості (громадянам, які працюють безпосередньо на установках і апаратах хімічних виробництв або на технологічному обладнанні, — не раніше ніж через 15 років) і при наявності у представленого до нагородження особи галузевих нагород (заохочень) федеральних органів державної влади або органів державної влади суб'єктів Російської Федерації.

## Порядок присвоєння
Почесні звання Російської Федерації присвоюються указами Президента Російської Федерації на підставі подань, внесених йому за результатами розгляду клопотання про нагородження і пропозиції Комісії при Президентові Російської Федерації з державних нагород.

## Історія звання
Почесне звання «Заслужений хімік Російської Федерації» встановлено Указом Президента Російської Федерації від 30 грудня 1995 року № 1341 «Про встановлення почесних звань Російської Федерації, затвердження положень про почесні звання і опису нагрудного знаку до почесних звань Російської Федерації». Тим же указом затверджено первісне Положення про почесне звання, в якому говорилося:
Почесне звання «Заслужений хімік Російської Федерації» присвоюється:
- висококваліфікованим робітникам і майстрам, які досягли високих показників у виробництві продукції, поліпшення її якості, підвищення продуктивності праці і які працюють безпосередньо на установках і апаратах хімічних виробництв або на технологічному обладнанні з нафтопереробки і нафтохімії не менше 10 років;
- висококваліфікованим робітникам, майстрам, інженерно-технічним та науковим працівникам за заслуги у виконанні виробничих завдань, поліпшення якості і зниження собівартості продукції, вдосконалення техніки і технології, створення та освоєння нових видів продукції, підвищення продуктивності праці та ефективності виробництва, які зробили значний внесок у науково-технічний прогрес хімічного комплексу, нафтопереробної промисловості, підготовку кадрів, які працюють на підприємствах, в об'єднаннях, науково-дослідних, технологічних і інших організаціях хімічного комплексу, нафтопереробної промисловості, на підприємствах, в організаціях аналогічного профілю інших галузей промисловості 15 і більше років.

В теперішньому вигляді Положення про почесне звання затверджено Указом Президента Російської Федерації від 7 вересня 2010 року № 1099 «Про заходи щодо вдосконалення державної нагородної системи Російської Федерації».

## Нагрудний знак
Нагрудний знак має єдину для почесних звань Російської Федерації форму і виготовляється з срібла висотою 40 мм і шириною 30 мм. Він має форму овального вінка, утвореного лаврової і дубовими гілками. Перехрещені унизу кінці гілок перев'язані бантом. На верхній частині вінка розташовується Державний герб Російської Федерації. На лицьовій стороні, в центральній частині, на вінок накладено картуш з написом — найменуванням почесного звання.
На зворотному боці є шпилька для прикріплення нагрудного знака до одягу. Нагрудний знак носиться на правій стороні грудей.

## Перехідний період
У Росії до прийняття Указу Президента Російської Федерації від 30 грудня 1995 року № 1341 діяли правові акти про встановлення почесних звань РРФСР. Після зміни найменування держави з «Російська Радянська Федеративна Соціалістична Республіка» на «Російська Федерація» (див. Закон РРФСР від 25 грудня 1991 року № 2094-I) в назвах усіх почесних звань найменування «РРФСР» було замінено словами «Російської Федерації», таким чином, з 1992 року до 30 березня 1996 року проводилося присвоєння однотипного почесного звання РРФСР, що існував з 1978 року, з тотожним сучасному найменуванням.